# Kaika

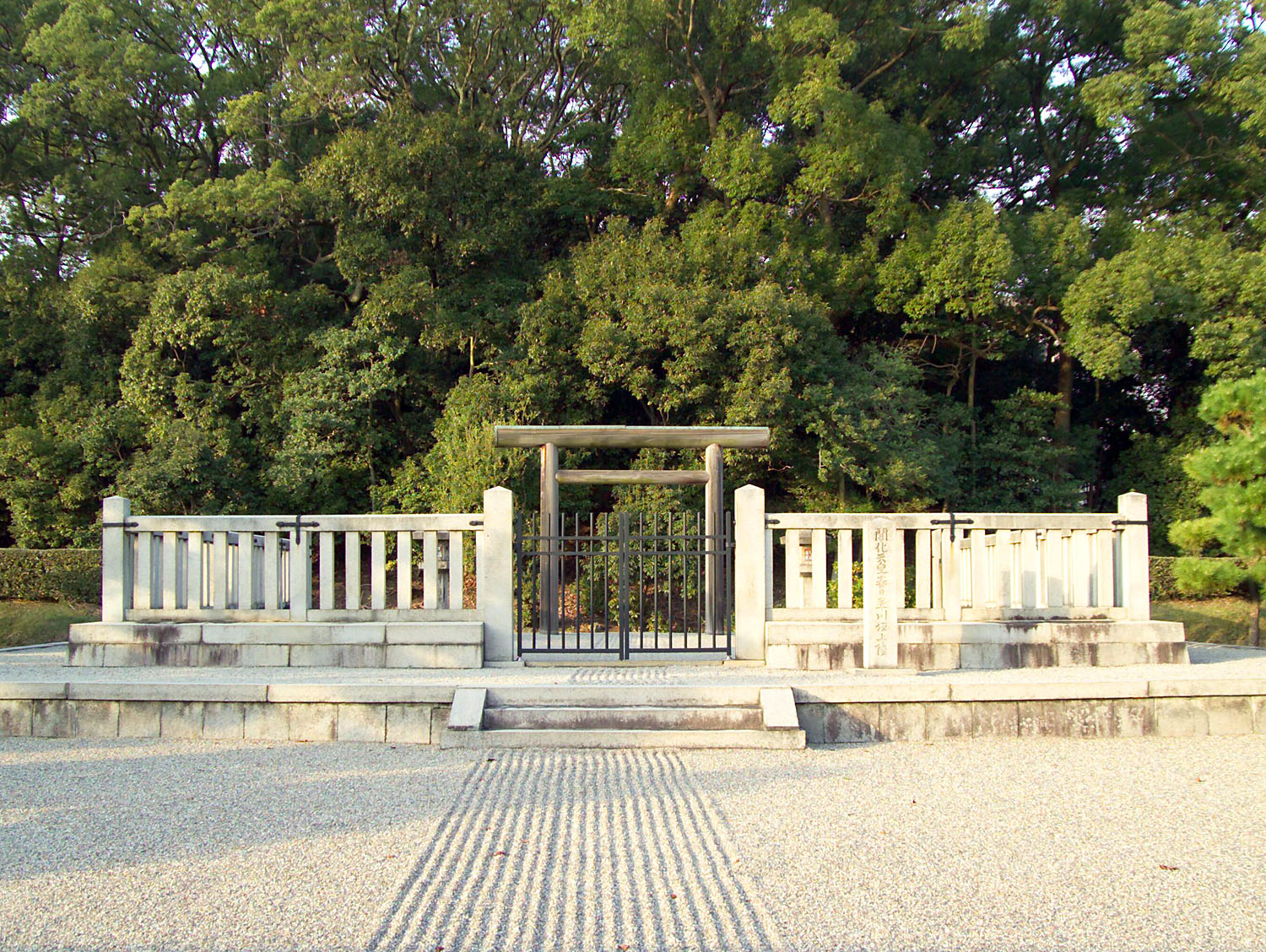
Tomba llegendària de l'Emperador Kaika a Nara.

L'emperador Kaika (孝元天皇, Kaika Tennō) va ser el novè emperador del Japó que apareix en la tradicional llista d'emperadors.
No existeixen dades exactes sobre aquest emperador, cosa que ha dut a considerar-lo com a llegendari pels historiadors. En el Kojiki i el Nihon Shoki només n'anomena el seu nom i genealogia. La tradició li atribueix el naixement el 208 aC i la mort el 98 aC i situa el començament del seu regnat el 157 aC, quan va succeir el seu pare Kōrei.
Si bé la tradició afirma que va existir realment i li va atribuir, fins i tot, una tomba, els estudis històrics moderns tendeixen a demostrar que aquest personatge no va existir mai.